# Batalha de Vauchamps
A Batalha de Vauchamps, o ultimo grande confronto da Campanha dos Seis Dias da Guerra da Sexta Coligação, teve lugar no dia 14 de Fevereiro de 1814. O resultado foi a vitória do Grande Armée, liderado por Napoleão Bonaparte, sobre uma força muito superior da Prússia e da Rússia do "Exército da Silésia", comandada pelo marechal-de-campo Gebhard Leberecht von Blücher.
No início de 1814, os exércitos do Império Francês, sob o comando directo de Napoleão, faziam os possíveis por defender a região Leste de França contra as forças invasoras dos exércitos das coligações. Apesar de lutar contra forças muito superiores às suas, Napoleão conseguiu obter algumas vitórias significativas, e entre 10 e 13 de Fevereiro saiu vitorioso, por diversas vezes, face ao “Exército da Silésia” de Blücher. A 13 de Fevereiro, e depois de sucessivas derrotas, Blücher alterou a sua estratégia, desistindo de fazer frente a Napoleão, e mobilizando as suas tropas contra os corpos isolados do marechal Auguste de Marmont, que defendia a retaguarda de Napoleão. O comandante prussiano atacou, e forçou a retirada, de Marmont, ao final do dia 13 de Fevereiro. Mesmo assim, Napoleão adivinhou as intenções do seu inimigo, e enviou as suas forças para apoiar Marmont.
Na manhã de 14 de Fevereiro, Blücher, à frente de um corpo prussiano e de elementos de dois corpos russos, atacou Marmont. Este último continuou a recuar até ser reforçado. Napoleão chegou ao campo de batalha com uma forte força combinada, o que permitiu aos franceses contra-atacar as tropas avançadas do “Exército da Silésia”. Blücher ficou a saber que estava frente-a-frente com o próprio Imperador, e decidiu recuar para evitar um combate com Napoleão. Na prática, a tentativa de Blücher de evitar a batalha mostrou-se muito difícil de realizar pois a força da Coligação encontrava-se numa posição avançada, não tinha cavalaria suficiente para proteger a retirada, e tinha na sua frente um inimigo preparado para atacar com a sua numerosa cavalaria.
Na realidade, a batalha campal foi de curta duração, e a infantaria francesa, comandada pelo marechal Marmont, e a maioria da cavalaria, liderada pelo general Emmanuel de Grouchy, lançaram uma perseguição ao inimigo. Retirando, lentamente, em pequenas formações em quadrado, em pleno dia, e num terreno propício para a cavalaria, as forças da Coligação sofreram pesadas baixas, com váras formações a serem destruídas pela cavalaria francesa. Ao cair da noite, o combate parou, e Blücher por uma marcha forçada nocturna de forma a levar as suas forças para local seguro.

## Contexto
No dia 13 de Fevereiro, depois de ter combatido com sucesso em três acções, em três dias, contra o exército prussiano e russo em Champaubert, Montmirail e Château-Thierry, Napoleão encontrava-se a perseguir o exército derrotado. Após as derrotas consecutivas, o marechal-de-campo Blücher decidiu afastar-se de Napoleão e mobilizou uma força significativa contra um corpo isolado do Exército Francês do marechal Marmont, em Étoges. Blücher sabia que o corpo de Marmont estava enfraquecido e que o seu plano era destruí-lo e, assim, atacar a retaguarda da força principal de Napoleão.
Continuando na perseguição da restante força inimiga, ao final do dia 13 de Fevereiro, Napoleão recebeu a informação de que o corpo de Marmont tinha sofrido um ataque e tinha sido expulso da sua posição em Étoges. O Imperador deduziu que a força atacante tinha de ser pouco numerosa, e decidiu ir ajudar Marmont. Napoleão partiu Château-Thierry a 14 de Fevereiro, por volta das 3h00, deixando uma pequena força das suas tropas com o marechal Mortier, com ordens para continuar a perseguição do inimigo. Levando com ele a Cavalaria da Guarda e a Cavalaria de Reserva de Grouchy, Napoleão dirigiu-se para a vila de Vauchamps.
Entretanto, no dia 13 de Fevereiro, tendo reunido as tropas possíveis em Bergères-lès-Vertus, Blücher lançou um ataque contra a divisão de Marmont, forçando-o a sair de Étoges, e avançou, como planeado, para Champaubert e Fromentières, na retaguarda da força de Napoleão. Contudo, tendo-se apercebido das intenções de Blücher, Napoleão tinha dado instruções para uma concentração das forças francesas naquele sector.

## Forças em combate

### Exército da Silésia

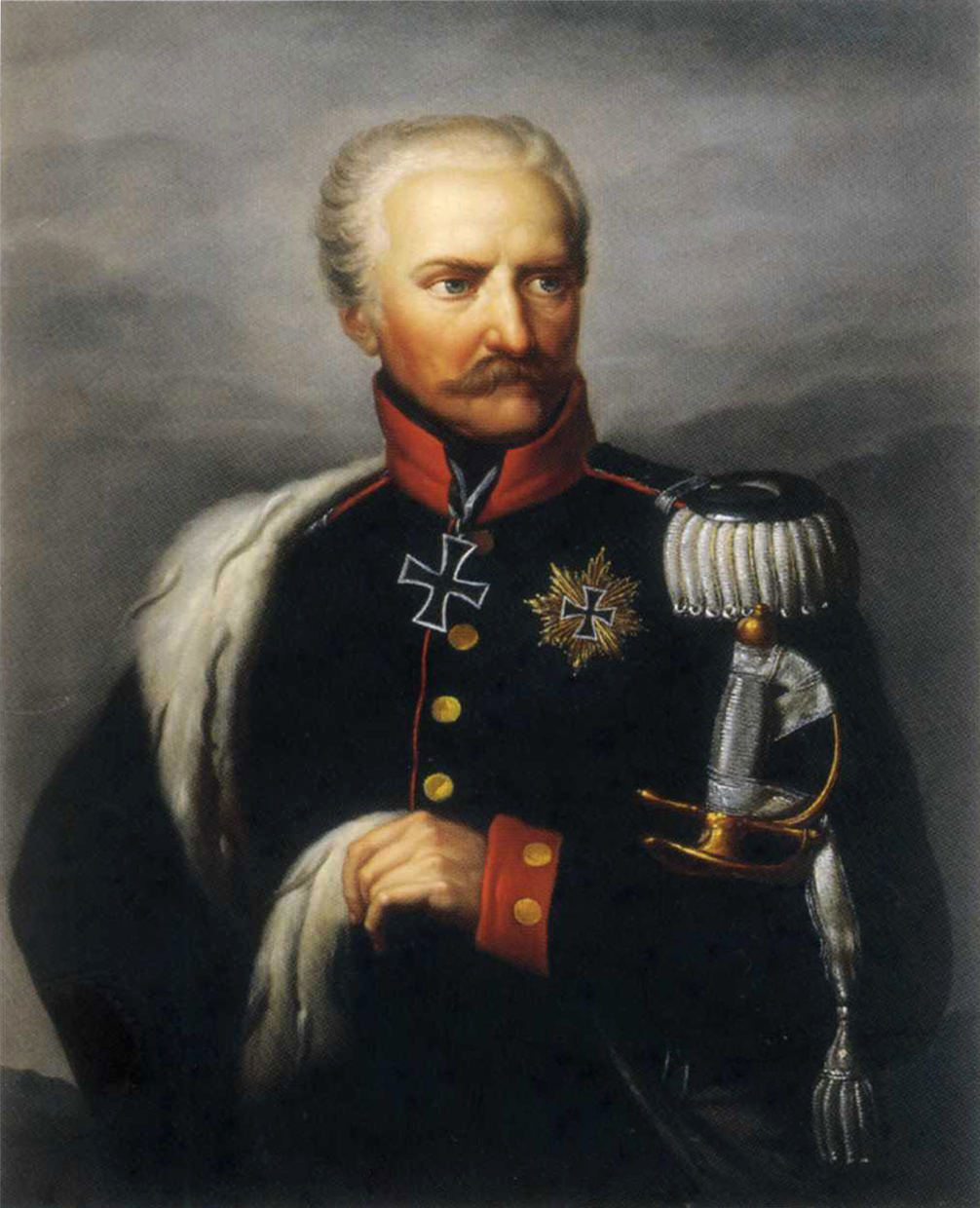
Marechal-de-campo Gebhard Leberecht von Blücher, comandante do "Exército da Silésia" (Prúsia e Rússia)

Durante a batalha de Vauchamps a 14 de Fevereiro, o marechal-de-campo prussiano Blücher, comandante do Exército da Silésia, uma força combinada de tropas prussianas e russas, contava com 20 000 a 21 500 homens, de três Corpos do Exército:
- II Corpo (prussiano), comandado pelo general Kleist:
  - 10ª Brigada de Pirch I,
  - 11ª Brigada de Zieten,
  - 12ª Brigada do príncipe Augusto da Prússia,
  - Brigada de Cavalaria de von Hacke,
  - Brigada de Cavalaria de von Röder,
  - Artilharia de Reserva de Braun.

- IX Corpo (russo) do general Olsufiev:
  - 9ª Divisão de Udom II.

- X Corpo (russo) do general Kapsevitch:
  - 8ª Divisão do príncipe Urusov (ou Orosov),
  - 22ª Divisão de Turchaninov.[1][7][8]

### Grande Armée

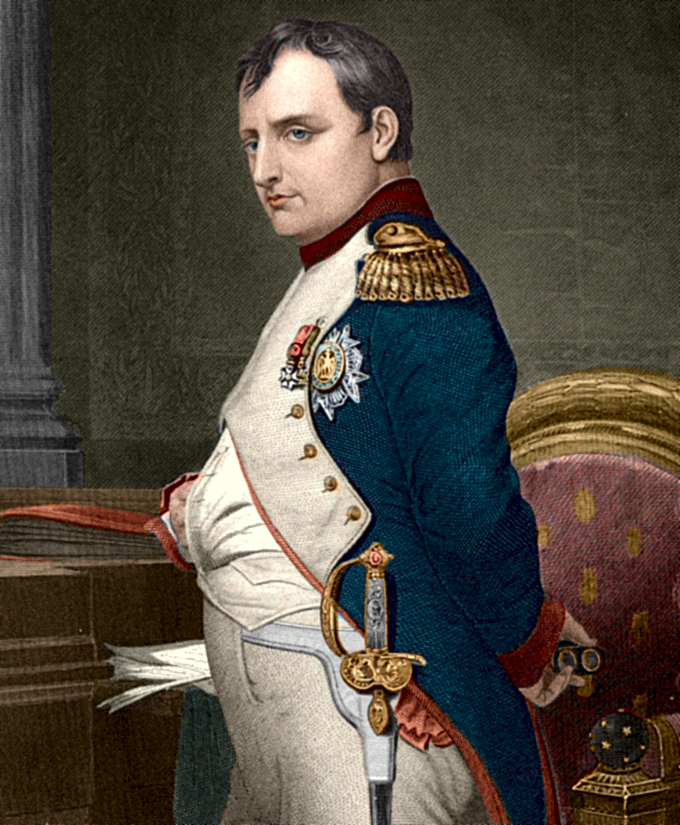
Napoleão I, comandante das forças francesas

Napoleão deu ordens para uma grande concentração de forças, resultando em 25 000 homens reunidos neste sector. No entanto, desta força, apenas 19 000 soldados estiveram, presentes no campo de  batalha, e não mais de 10 000 combateram efectivamente:
- VI Corpo, comandado pelo marechal Auguste de Marmont:
  - 3.ª Divisão de Lagrange
  - 8.ª Divisão de Ricard
  - Reforços temprários: 7ª Divisão de Leval

- Cavalaria, comandada pelo general Emmanuel de Grouchy:
  - Divisão de Saint-Germain,
  - Divisão de Doumerc,
  - Divisão de Bordesoulle.

- Cavalaria de Guarda, comandada pelo general Étienne de Nansouty:
  - 2.ª Divisão de Lefebvre-Desnouettes,
  - 3.ª Divisão de Laferrière-Levesque.

- Artilharia de Guarda, comandada pelo general Antoine Drouot.

- Infantaria de Guarda, comandada pelo marechal, príncipe de Moskowa Michel Ney :
  - 1.ª Divisão (Antiga Guarda) de Friant,
  - 2.ª Divisão (Jovem Guard) de Curial.[1][7][8][9]

## Batalha
Depois de ter conseguido forçar a retirada das frágeis tropas do VI Corpo de Marmont no dia anterior, Blücher ocupou Champaubert no início do dia 14 de Fevereiro, enviando a sua força de vanguarda até à vila de Fromentières e  de seguida, a Vauchamps. Marmont, no comando apenas da divisão de Lagrange e de 800 homens da divisão de Ricard, tinha, preventivamente, recuado as suas tropas até Montmirail, onde começou a receber reforços. Pelas 9h00, Blücher ordenou a partida da brigada de Zieten, e de parte da cavalaria, a partir de Vauchamps para Montmirail. Para sua surpresa, os homens de Marmont não recuaram e contra-atacaram em força, empurrando a guarda avançada de Zieten de volta para Vauchamps. A cavalaria prussiana foi obrigada a dispersar depois de sofrer um forte ataque da artilharia francesa. Com ambas as brigadas da divisão de Ricard agora disponíveis, Marmont lançou um ataque às posições prussianas em Vauchamps, com a 1ª brigada à sua direita, avançando sob a protecção da floresta de Beaumont, a sul a estrada de Montmirail-Vauchamps, e a 2ª brigada na sua esquerda, a norte da estrada, a avançar directamente sobre a posição. Marmont também tinha consigo a sua própria escolta de cavalaria, e quatro regimentos de cavalaria da Guarda Imperial de elite, da própria escolta de Napoleão, comandados pelo general Lion. A brigada do flanco esquerdo de Marmont entrou em Vauchamps, mas, dada a forte defensiva instalada da força prussiana de Zieten, os franceses depressa recuaram, com o inimigo em sua perseguição. O marechal Marmont reagiu depressa, enviando os seus cinco esquadrões, e a cavalaria conseguiu forçar os prussianos a recuar para a vila, com um dos seus batalhões a ficar prisioneiro, depois de ter procurado refúgio numa quinta isolada.
Zieten decidiu, então, levar as suas tropas para a vila de Fromentières. Ali, os generais Kleist e Kapsevitch começaram a juntar-se a Zieten, depois de terem ouvido os disparos dos canhões. Os franceses também se movimentaram, com as duas divisões de Marmont (Lagrange e Ricard) a perseguirem Zieten, ao longo da estrada para Fromentières. Marmont era agora apoiado, no flanco esquerdeo, pelo general Grouchy, que tinha acabado de chegar ao campo de batalha com as divisões de Saint-Germain e Doumerc, desde a vila de Janvilliers, para impedir a retirada de Zieten. A acrescentar, estavam também disponíveis mais reforços franceses, no flanco direito de Marmont: a divisão de Leval, que se encontrava em movimento a subir o vale do rio Petit Morin, numa tentativa de cercar os prussianos. Com a artilharia da Guarda Imperial francesa a disparar contra eles, os prussianos de Zieten recuaram de forma organizada, em formação em quadrado para furar a cavalaria de Grouchy. Cerca das 14h00, depois de analisar a situação, Blücher apercebeu-se de que estava frente-a-frente com o próprio Napoleão, e decidiu, de imediato, ordenar a retirada. Deu instruções a todas as suas forças para recuarem até Champaubert, e mobilizou uma parte da sua artilharia para Étoges, para sua segurança.

## Perseguição
Com as forças da Coligação em retirada total, Marmont recebeu ordens para perseguir o inimigo até ao fim, contando com o apoio das suas duas divisões de infantaria, mais a de Leval, tal como com a artilharia da Guarda do general Drouot, a cavalaria da Guarda de Nansouty, no seu flanco direito, e as duas divisões de cavalaria de Grouchy à sua esquerda. A pouca distância de Marmont, encontrava-se, também, mais reforços, duas divisões de infantaria da Guarda (Friant e Curial) sob o comando do marechal Ney, e o próprio Napoleão. Este era seguido pela divisão da "Jovem Guarda", liderada pelo general Meunier, a qual o Imperador tinha trazido consigo quando deixou Château-Thierry, naquela manhã.
A cavalaria teve dificuldades em se movimentar devido ao terreno irregular, ficando, assim, impedida de ameaçar a infantaria de Zieten. Consequentemente, Blücher conseguiu retirar as sua força, de forma organizada, para Fromentières e Janvilliers. Contudo, depois de passar por aquelas vilas, o terreno tornou-se plano e sem obstáculos, apropriado para a movimentação da cavalaria, e agora, com as manobras cada vez mais agressivas da cavalaria inimiga contra o seu flanco e retaguarda, Zieten e a sua brigada foram ficando mais isolados. Grouchy, com as divisões de Doumerc e Saint-Germain, ameaçava, agora, o flanco direito de Zieten, enquanto à esquerda, o general prussiano observava a cavalaria da Guarda da divisão de (Laferrière-Levesque, e os esquadrões de Lefebvre-Desnouettes). A brigada de Zieten acabou por ficar separada do resto das tropas, e foi atacada pelos couraceiros de Grouchy, que romperam os quadrados de infantaria e fez mais de 2000 prisioneiros, levando à fuga desorganizada do resto da brigada.

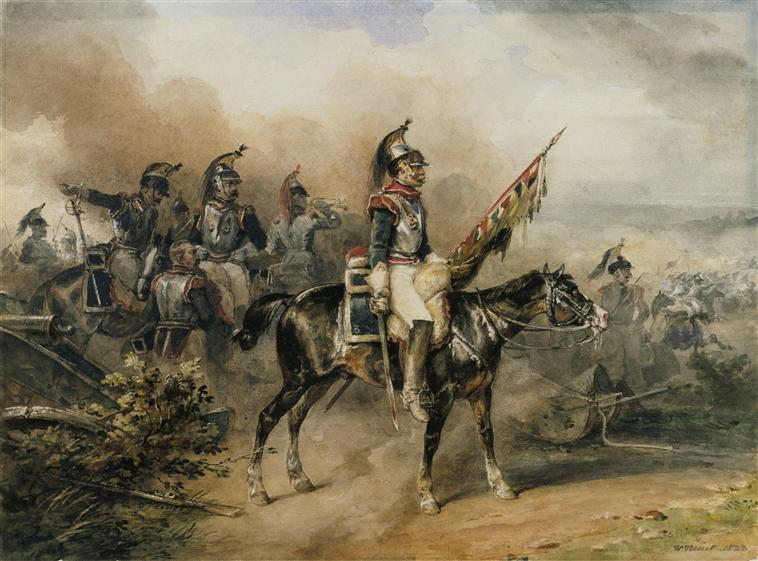
Couraceiros franceses do 3.º Regimento durante um assalto. O general marquês de Grouchy liderou a sua cavalaria pesada em Vauchamps, rompendo e dispersando as formações de infantaria em quadrado

Depois de abandonar a sua posição em Fromentières, onde a infantaria de Marmont tinha acabado de chegar, Blücher deu ordem para a retirada prosseguir até Champaubert e Étoges, com o corpo de Kleist à esquerda, a sul da estrada, e o corpo de Kapsevitch à direita, a norte da via. Aproveitando-se, de novo, do terreno plano, Grouchy conseguiu avançar rapidamente e atacar a retaguarda da infantaria da Coligação, que se encontravam a retirar em echelon, e a tirar proveito do terreno para se abrigarem dos bombardeamentos a artilharia. Com a aproximação da noite, e com a sua retirada até impedida pela cavalaria inimiga, os quadrados prussianos começaram a desagregar-se. Ao ver o que se passava, Grouchy, que entretanto tinha recebido o reforço da divisão de Bordesoulle, lançou de imediato as suas três divisões contra os quadrados de infantaria da Coligação, dispersando alguns deles, que fugiram para a floresta de Étoges para se refugiarem. Blücher, que se tinha mantido exposto durante toda a batalha, numa tentativa de aumentar o moral dos seus homens, por pouco foi não feito prisioneiro, juntamente com o seu chefe de estado-maior, Gneisenau, os seus generais Kleist, Kapsevitch e o príncipe Augusto da Rússia.
Depois de escapar à captura, Blücher atravessou a floresta de Vertus e tomou posições em Étoges com a divisão do príncipe Urusov, que ali tinha ficado de reserva. O general russo Udom, com 1800 homens e 15 canhões, recebeu instruções para cobrir a posição, ocupando o parque de Étoges. Os homens de Udom estavam exaustos depois da longa retirada e dos combates e, vendo que a noite caía, pensaram que estavam em segurança. No entanto, os couraceiros de Doumerc, organizaram-se ao abrigo da escuridão, surpreenderam aqueles homens e, com apenas um ataque, fizeram-nos entrar em pânico e fugir. O príncipe Urusov, 600 homens e oito canhões foram capturados durante esta acção, e o regimento de marinheiros franceses da divisão de Lagrange entrou em Étoges. Blücher abandonou esta posição e retirou-se para Vertus e Bergères. Depois, decidiu efetuar uma marcha rápida durante a noite e, na manhã seguinte conseguiu levar os seus restantes homens até Châlons, onde se reuniu com os Corpos de York e Sacken que para ali também se dirigiram.

## Resultado
A batalha resumiu-se a uma longa perseguição da cavalaria, e representou uma pesada derrota para o "Exército da Silésia" de Blücher, que perdeu cerca de 10 000 homens, só neste dia. Segundo o autor francês Jean-Pierre Mir,  os Corpos Prussianos de Kleist ficaram com 3500 homens fora de combate (mortos, feridos e desaparecidos), e 2000 foram feitos prisioneiros. De acordo com aquele autor, os Corpos Russos sofreram cerca de 3500 baixas (mortos, feridos e desaparecidos) e a perda de 15 canhões e 10 bandeiras. O historiador Alain Pigeard indica como perdas globais do "Exército da Silésia", para o dia da batalha, entre 9000 e 10 000 homens, mas o detalhe destas baixas parece sugerir poucas vítimas. Pigeard refere apenas 1250 mortos, feridos ou desaparecidos e 2000 prisioneiros prussianos; e 2000 soldados perdidos para os russos. Como Pigeard referencia que estas baixas ocorreram durante a perseguição, é possível que aqueles números não tenham em conta as baixas  ocorridas durante as acções iniciais da batalha (um batalhão da brigada de Zieten capturado, mais 2000 prisioneiros durante a acção conjunta de Grouchy e Nansouty contra Zieten). Segundo Pigeard, os franceses tiveram poucas baixas, cerca de 600 homens.
O historiador militar Jacques Garnier, depois de analisar a batalha no Dictionnaire Napoléon de Jean Tulard, faz notar que o estado lamacento e cheio de água do terreno impediu uma mobilização eficaz da artilharia e infantaria francesas, não permitindo, assim, uma vitória mais marcante. Ele também salienta que após Vauchamps, Napoleão seguiu para sul, sem interferências, e atacou o "Exército da Boémia", comandado pelo príncipe Schwarzenberg.